# Маријана (Минас Жераис)
Маријана (порт. Mariana) је први главни град државе Минас Жераис, и прво насељено мјесто у држави уопште. Мјесто је основао Рибеиро до Кармо (Ribeirão do Carmo), 1703. године. Град је добио име по португалској краљици Маријани, супрузи краља Жоаоа V. Процјењени број становника у 2006. години је био 53.015.

## Становништво
| 2010.  |
| ------ |
| 54.219 |